# Аурелио Ђенгини
Аурелио Ђенгини (Сан Ђовани ин Марињано, 1. октобар 1907 — Рим, 11. септембар 2001) био је италијански атлетичар, који се такмичио у маратону. Освајач је бронзане медаље на 1. Евртопском првенству 1934. у Торину.

## Спортска биографија
Рођен у Сан Ђовани ин Марињано, у тадашњој покрајини Форли, али неколико година касније његова породица преселила се у Рим у потрази за послом. Запослио се и радио на трамвајима. 
Годфине 1932. Ђенгини је други на првенству Италије иза Микеле Фанелија са 2.45:55, следеће године је освојио титулу првака Италије са 2.38:39, што му је био и лични рекорд.
Освојио је бронзану медаљу на Европсоком првенству 1934. године, иза Финца Армаса Тојвонена и Швеђанина Тореа Енохсона .
На Олимпијским играма 1936. у Берлину, није завршио трку. 
Године 1937. освојио је своју другу националну титулу са 2.40:13. 
У току каријере Ђенгини је 2 пута био међу 25 светских маратонаца у сезони..
| Година | Резултат | Место  | Датум             | Пласман на Светској листи |
| ------ | -------- | ------ | ----------------- | ------------------------- |
| 1933.  | 2.38:39  | Торино | 15. октобар 1933. | 18.                       |
| 1937.  | 2. 40:13 | Ферара | 1. јун 1937.      | 22.                       |